# Раннефеодальная монархия
Раннефеодальная монархия — форма правления, хронологически первая из форм феодальной монархии. Развивается при переходе к феодализму в зависимости от климатических особенностей региона либо от рабовладельческого строя (Южная Европа, Северная Африка, Передняя Азия, Средняя Азия, Индия, Китай), либо непосредственно от первобытнообщинного строя (Западная Европа, см. варварские королевства, Северная Европа, Восточная Европа). Сохраняется также в период феодальной раздробленности. Хронологически предшествует сословно-представительной монархии (некоторые исследователи выделяют промежуточный этап вотчинной монархии).
В условиях военной демократии князь (король), опираясь на дружину, из выборного военачальника превращается в главу государства и начинает передавать верховную власть по наследству. Он начинает назначать должностных лиц (графов, «мужей») в качестве своих наместников в округах (в городских центрах союзов племён), позднее наместники монарха заменяют собой и выборных должностных лиц более низких уровней (сотников).
С ростом территории государства, ростом бюрократического аппарата, разветвлением правящей династии происходит политическая децентрализация, на утверждение той или иной кандидатуры на монаршем престоле начинают влиять крупные феодалы. Верховная власть становится номинальной.
На следующем этапе, при полном развитии слоя мелких феодалов на местах и городского сословия, глава государства в союзе с ними получает возможность ущемить права крупных феодалов, территориально увеличить свой домен и начать процесс централизации государства, вновь сделать свою власть реальной и наследственной.